# Cespitularia exigua
Cespitularia exigua är en korallart som beskrevs av Verseveldt 1970. Cespitularia exigua ingår i släktet Cespitularia och familjen Xeniidae. Inga underarter finns listade i Catalogue of Life.